# Tônus
Tônus é o terceiro álbum de estúdio da banda brasileira Carne Doce, lançado em 17 de julho de 2018, pelo edital da Natura Musical. O álbum possui produção de João Victor Santana. Foi eleito o 3º melhor disco brasileiro de 2018 pela revista Rolling Stone Brasil e um dos 25 melhores álbuns brasileiros do segundo semestre do mesmo ano pela Associação Paulista de Críticos de Arte.

## Lista de faixas
| N.º            | Título                 | Compositor(es)                                            | Duração |  |
| 1.             | "Comida Amarga"        | Salma Jô João Victor Santana                              | 4:47    |  |
| 2.             | "Irmãs"                | S. Jô Macloys Aquino Santana Aderson Maia Ricardo Machado | 4:42    |  |
| 3.             | "Besta"                | S. Jô Aquino                                              | 3:40    |  |
| 4.             | "Amor Distrai (Durin)" | S. Jô Aquino Santana Dinho Almeida                        | 3:39    |  |
| 5.             | "Brincadeira"          | Almeida Aquino                                            | 4:51    |  |
| 6.             | "Já Passou"            | S. Jô Aquino                                              | 3:09    |  |
| 7.             | "Tônus"                | S. Jô Aquino                                              | 4:15    |  |
| 8.             | "Ossos"                | S. Jô Aquino                                              | 3:25    |  |
| 9.             | "Nova Nova"            | S. Jô Santana                                             | 4:06    |  |
| 10.            | "Golpista"             | S. Jô Aquino                                              | 5:19    |  |
| Duração total: | Duração total:         | Duração total:                                            | 41:53   |  |